# Политехническая школа Университета Сан-Паулу

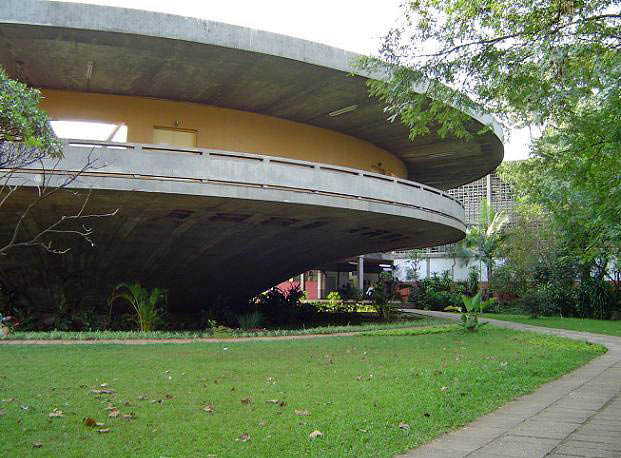
Выставочный центр EPUSP

Политехническая школа (порт. Escola Politécnica, EPUSP или POLI-USP) — подразделение Университета Сан-Паулу (USP), специализирующееся на курсах по инженерии. Школа была основана в 1893 году, до основания самого университета, как первая инженерная школа в штате Сан-Паулу под названием «Политехническая школа Сан-Паулу» (Escola Politécnica de São Paulo). Она была включена в состав университета в 1934 году при его учреждении.
Благодаря некоторым своим выпускникам, истории и освещению в прессе школа имеет репутацию центра подготовки руководителей. Она считается одной из лучших инженерных школ Латинской Америки. Вместе с другими инженерными программами USP, она является 105 инженерной школой в мире по рейтингу журнала The Times (2008).